# DaNKS
DaNKS（ダンクス）は、2014年に結成された日本のロックバンド。男性4人によって構成される。前身はU:NO (2009年-2012年)、YAOURT(1996年-2001年)。 DaNKSは略称であり、正式名称は『ダメ（Dame）人間（Ningen）共同体（Kyoudoutai）参上！（Sanjyou!)』である。

## メンバー
- Youichi - ドラムス
1978年12月19日生。愛知県豊田市出身。最年長。ライブではMCも担当する。リーダー。元YAOURT、U:NOメンバー。一部楽曲の作詞を担当している。

- 拳死郎 - ギター、コーラス
1980年 1月12日生。愛知県稲沢市出身。元YAOURT、U:NOメンバー。一部楽曲の作曲を担当している。
- 深見航介 - ボーカル、ギター、ブルースハープ
1982年11月27日生。愛知県豊田市出身。一部楽曲の作詞、作曲を担当している。Youichiの実弟。ソロとしてもアコースティックを中心にライブ活動をしている。自主制作においてシングル7枚、アルバム2枚を発表。

- シモ・サカモト - ベース、ボーカル、コーラス、キーボード、ギター
愛知県豊田市出身。ギターアンサンブルのコンサートマスターとしてもライブ活動の経験あり。

## 来歴
前身のU:NO（Youichi、市川チェリ夫が参加、拳死郎はバイク事故で重傷を負い療養中の為不在）にて参加した、2012年8月に名古屋市内で開催の野外イベントにてサポートボーカルとして参加した深見航介を、2014年に正式メンバーに追加し、DaNKSとして活動を開始する。
2014年10月24日にレコ発自主企画ワンマンライブを名古屋市名東区東山で開催後、市川チェリ夫（ベース）が脱退。
2017年5月にTAKA（中川孝文）がベースとしてメンバーに加わるも、その年の内に行方不明に。
2018年9月に次回ライブに向けシモ・サカモト加入。
2018年12月21日
愛知大学ギターアンサンブル部とのライブイベント（通称ダンフェス）にファイナルアクトとして参加する。

## ディスコグラフィー

### シングル
|     | 発売日         | タイトル | 収録曲                   | 備考                     |
| --- | -------------- | -------- | ------------------------ | ------------------------ |
| 1st | 2014年10月24日 | Drive    | 1. Drive 2. till the end | 作詞 Youichi 作曲 拳死郎 |

## 主なライブ

### ワンマンライブ・主催イベント
ライブ時のSEはオリジナル音源の「DaNKS Prelude」を使用している。
- 2014年10月24日- 1stシングル Drive レコ発ライブ　DaNKS First Live ～for given at 東山
- 2018年12月21日- DaNKS music festival 2018 supported by Aichi University guitar ensemble club at 246 NAGOYA